# A-27
L'autovia A-27 és una carretera en construcció finançada pel Ministeri de Foment espanyol, que hauria de connectar Tarragona amb l'AP-2 a Montblanc per tal de descongestionar la carretera N-240.
Si bé en un primer moment es plantejava una segona fase que arribés fins a Lleida, el 2016 es descartà atesa la propera alliberació de peatges de l'autopista AP-2.

## Antecedents
Tarragona estava connectada amb Lleida, Osca, Pamplona i Bilbao per la carretera estatal N-240. Fins a Valls i Montblanc era la principal via de comunicació, continuant de manera paral·lela a l'AP-2 fins a Lleida.
El 1995 el Govern de la Generalitat va proposar desdoblar l'N-240 entre Tarragona i Montblanc (27,4 km) per tal de comunicar Tarragona amb l'AP-2. El 2003 s'aprova l'estudi informatiu i d'impacte ambiental de la futura A-27, desplaçant el traçat a l'est de l'N-240 fins a Valls, creant una variant per l'oest de la capital de l'Alt Camp i superant el coll de Lilla amb un túnel d'un quilòmetre i mig. Es dividia el traçat en quatre trams: Tarragona-el Morell (7,8 km), el Morell-variant de Valls (9,5 km), variant de Valls (5 km) i Valls-Montblanc (5,1 km). Entre els anys 2006 i 2008 es liciten i s'adjudiquen les obres.

## Construcció
| Tram                         | Estat (2021)                        | km  |
| ---------------------------- | ----------------------------------- | --- |
| Tarragona - El Morell        | Inaugurat el 13 d'agost de 2013     | 7,8 |
| El Morell - Variant de Valls | Inaugurat el 13 d'octubre de 2015   | 8,7 |
| Variant de Valls             | Inaugurat el 18 de desembre de 2015 | 5,7 |
| Variant de Valls- Lilla      | Inaugurat el 23 d'octubre de 2023   | 5,1 |
| Lilla - AP-2                 | En redacció del projecte.           | 5,5 |

El 30 d'abril de 2008 la titular de la Secretaria d'Estat d'Infraestructures va reconèixer retards en l'inici de les obres per modificacions en el traçat, i que tots els trams de l'autovia estarien en obres durant el 2008.
El juliol de 2009, el Ministeri de Foment va anunciar que les obres de tota l'autovia acabarien el 26 d'octubre de 2012, i la finalització de la primera fase fins a Montblanc estava prevista inicialment per al 2012, però arran de la situació econòmica, l'obra va quedar aturada.

### Tarragona –El Morell
Amb una longitud aproximada de 7,760 km, aquest tram discorre íntegrament pel Tarragonès i travessa els termes de Tarragona, Constantí, La Pobla de Mafumet i El Morell. La primera part del traçat discorre en paral·lel i molt a prop del riu Francolí per a allunyar-se'n després i quedar-ne separat finalment per la refineria. Aquest tram finalitza després de creuar el Torrent de Manyer i les vies del ferrocarril Reus – La Pobla de Mafumet – Perafort.
Aquest tram és el primer que es va començar (20 de febrer de 2008), tot i que no hi havia resoltes qüestions pendents sobre el traçat al seu pas per Constantí, on els pagesos i l'administració havien d'acabar de negociar la salvaguarda de la mina dels Tarragonins, entre Tarragona i Constantí, de la qual s'abastien un centenar de pagesos. A aquest obstacle se li afegia la negativa de l'Ajuntament del Morell a signar les actes d'expropiació del segon tram, el Morell-Valls, i amenaçava de denunciar a la Unió Europea el traçat de l'autovia si no s'arribava a un acord amb Foment quant a les sortides previstes per a la indústria química de Tarragona.
El 30 d'abril de 2008, la titular de la secretaria d'estat d'Infraestructures va admetre que aquest primer tram no avançava perquè el ministeri estava mirant d'introduir una modificació en el traçat; la decisió sobre el traçat definitiu no es prendria fins al mes de setembre de 2008.
El juliol de 2009, la data anunciada per a la finalització d'aquest tram era el 17 de desembre de 2010.
Finalment, les obres es van acabar en sis anys, el doble del pla inicial, inaugurant-se el 13 d'agost del 2013, amb un cost final de setanta milions d'euros.

### El Morell -Valls
Amb una llargada d'aproximadament 9,500 km, aquest tram discorre en paral·lel a l'oest de la carretera N-240: penetra a l'Alt Camp, travessa el Francolí i finalitza uns 450 m després de la seva intersecció amb la carretera C-37. El juliol de 2008, el director al Camp de Tarragona del Departament de Política Territorial, Joaquim Margalef, va anunciar que estava en estudi la connexió de la C-14 amb l'A-27, mitjançant la prolongació de 7 km del desdoblament entre Alcover i Valls, amb la finalitat de reduir les cues que es formen a la C-14.
Les obres van començar l'any 2008 i tenien la data de finalització prevista inicialment per al 17 d'abril de 2011., Tanmateix, els ajustaments pressupostaris que va del ministeri de Foment van provocar que, a partir del 2010, les obres comencessin a acumular retards. El tram no entrà en funcionament fins al 13 d'octubre de 2015.

### Variant de Valls
Aquest tercer tram de l'autovia, d'uns 5,7 km, travessa la carretera T-742, rodeja Valls per l'oest i enllaça amb la carretera N-240 prop de la pedania de Masmolets (Valls). L'inici de les obres d'aquest tram estava previst per al febrer de 2009, amb un termini d'execució de 24 mesos, i en aquest mes ja s'havien dut a terme els treballs per a desbrossar la zona.
El juliol de 2009, la data anunciada per a la finalització d'aquest tram era el 23 de febrer de 2011, però a partir del 2010 les obres van anar acumulant retards.
Durant l'acte d'inauguració del tram El Morell - Valls, el 13 d'octubre del 2015, la ministra de Foment, Ana Pastor, anuncià que la variant de Valls estaria acabada el desembre de 2015, la qual cosa va ocòrrer el 18 de desembre de 2015.

### Valls – Lilla

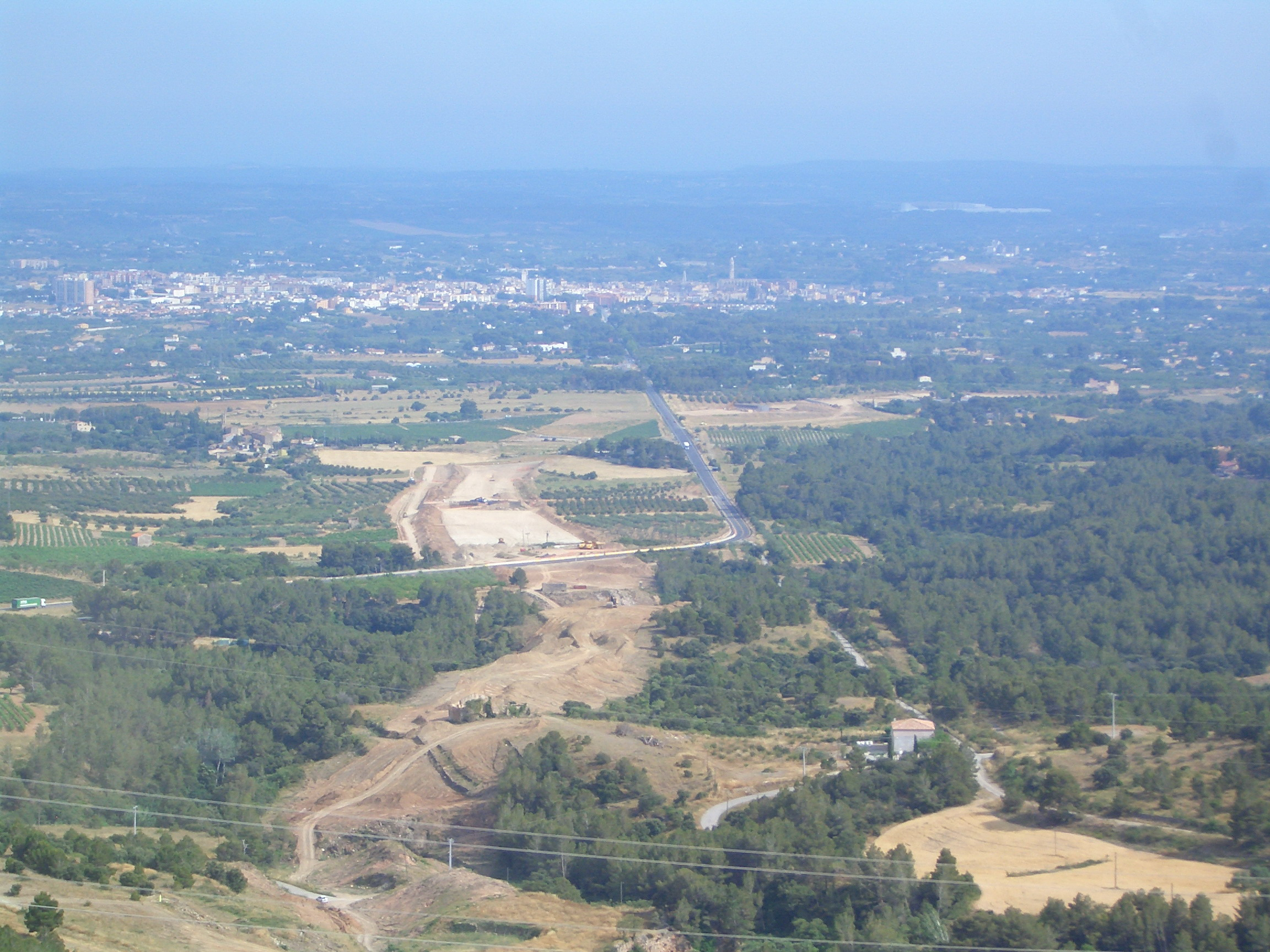
Estat de les obres en aquest tram (juliol 2009), fotografiades des del Coll de Lilla. A l'esquerra, Masmolets i, al fons, Valls

El quart tram de l'autovia, de 5,1 km, s'inicia prop de Masmolets i ressegueix inicialment el traçat de l'N-240; després travessa la serra de Miramar mitjançant un túnel de 1.567 m de longitud i, ja a la Conca de Barberà, torna a enllaçar amb l'N-240 a prop de la pedania de Lilla (Montblanc).
La longitud del túnel en els primers estudis s'havia establert en 1.800 m; la reducció a 1.567 m resultaria molt més econòmica per al Ministeri de Foment però, per contra, provocaria un fort impacte ambiental a la Conca de Barberà, ja que la boca de sortida del túnel suposaria la construcció d'uns talussos de fins a trenta-sis metres d'alçària. L'ajuntament de Montblanc va advertir que, per a arribar a qualsevol acord amb el Ministeri de Foment, caldria anul·lar la modificació del projecte, ja que l'estudi d'impacte ambiental únicament preveia la construcció del túnel de 1.800 metres i no la modificació posterior. Tot i això, el febrer de 2009 se'n van iniciar les obres, amb un termini d'execució de 44 mesos, i l'alcalde de Montblanc va afirmar que no firmaria les actes d'expropiació dels sis propietaris afectats per l'obra del túnel, com a mesura de pressió per bloquejar l'obra, si no s'arribava a cap acord.
El juliol de 2009, la data anunciada per a la finalització d'aquest tram i, per tant, de tota l'autovia, era el 26 d'octubre de 2011 i el túnel de Lilla es començaria a foradar el gener de 2010. però arran de la situació econòmica, l'obra quedà aturada. El setembre de 2014 es va fer públic que Abertis construiria aquest tram.
Les obres no es reprendrien fins al 2019, i finalment el túnel de Lilla s'inaugurà el 23 d'octubre de 2023, 15 anys després de l'inici de les obres. La construcció del túnel va provocar danys a múltiples edificis de la propera localitat de Lilla, comprometent-se el Ministeri de Transports, Mobilitat i Agenda Urbana a indemnitzar els veïns.

### Lilla - AP-2
El traçat fins a Lleida es trobava en fase de redacció de l'estudi informatiu des del juny de 2007, tot i que, el maig de 2008, l'Ajuntament de Montblanc ja va presentar tres al·legacions a l'estudi d'impacte ambiental d'aquest tram.
El juny de 2021 es licità el contracte de redacció d'aquest tram, de l'enllaç de l'A-27 a la N-240 fins a l'AP-2, cancel·lant el tram fins a Lleida, entre altres atenent la finalització de la concessió dels peatges de l'AP-2 que van ser alliberats el setembre de 2021.
Al desembre de 2024 van començar unes obres prèvies de millora per a l'enllaç directe, sense passar per rotondes, de la boca del túnel de l'A-27 amb l'antiga N-240. La connexió definitiva entre l'A-27 i l'AP-2, un tram de cinc quilòmetres, té previst un cost de 50 milions d'euros i les obres començarien el 2026.